# دبولس (كورنوال)
دبولس (بالإنجليزية: Dobwalls)‏ هي قرية تقع في المملكة المتحدة في كورنوال.  يقدر عدد سكانها بـ 3,662 نسمة .